# Motor Renault G
El motor Renault G o Type-G es un motor diésel del fabricante Renault que sustituyó a las versiones diésel del Motor Douvrin, que estaba diseñado en colaboración con Groupe PSA.
El motor G se utilizó tanto en furgonetas grandes, como en los modelos más lujosos de Renault, en algunos casos junto con su hermano pequeño, el FxQ.

## Versiones

### GxT (2.2L)
El GxT tiene una cilindrada de 2188 cm³, con un diámetro de 87 mm (3,43 pulgadas) y una carrera de 92 mm (3,62 pulgadas). Todos cuentan con catalizador.
| Versión | Código interno  | Distribución     | Relación de compresión | Potencia máxima                    | Par motor         | Alimentación                                       | Normativa de anticontaminación | Usos                                                                   |
| ------- | --------------- | ---------------- | ---------------------- | ---------------------------------- | ----------------- | -------------------------------------------------- | ------------------------------ | ---------------------------------------------------------------------- |
| G8T     | 706/752/790/794 | SOHC 12 válvulas | 23.0:1                 | 83 CV (61 kilovatios) @ 4500 rpm   | 142 Nm @ 2250 rpm | Inyección mecánica indirecta                       | Euro 1, Euro 2                 | Renault Laguna I                                                       |
| G8T     | 714/716/760     | SOHC 12 válvulas | 22.0:1                 | 113 CV (83 kilovatios) @ 4300 rpm  | 234 Nm @ 2000 rpm | Inyección mecánica indirecta, turbo, intercooler   | Euro 2                         | Renault Laguna I Renault Safrane Renault Espace III                    |
| G9T     |                 | DOHC 16 válvulas | 17.8:1                 | 90 CV (66 kilovatios) @ 3650 rpm   | 260 Nm @ 1500 rpm | Inyección directa, common-rail, turbo, intercooler | Euro 3                         | Renault Master II                                                      |
| G9T     | 710             | DOHC 16 válvulas | 18.0:1                 | 115 CV (85 kilovatios) @ 4000 rpm  | 290 Nm @ 1750 rpm | Inyección directa, common-rail, turbo, intercooler | Euro 3                         | Renault Espace III                                                     |
| G9T     | 642             | DOHC 16 válvulas | 17.9:1                 | 129 CV (95 kilovatios) @ 4000 rpm  | 290 Nm @ 1750 rpm | Inyección directa, common-rail, turbo, intercooler | Euro 3                         | Renault Espace III                                                     |
| G9T     | 645             | DOHC 16 válvulas | 18.0:1                 | 139 CV (102 kilovatios) @ 4000 rpm | 320 Nm @ 1750 rpm | Inyección directa, common-rail, turbo, intercooler | Euro 3, Euro 4                 | Renault Laguna II Renault Vel Satis                                    |
| G9T     | 742/743         | DOHC 16 válvulas | 18.0:1                 | 150 CV (110 kilovatios) @ 4000 rpm | 320 Nm @ 1750 rpm | Inyección directa, common-rail, turbo, intercooler | Euro 3, Euro 4                 | Renault Laguna II Renault Vel Satis Renault Espace IV Renault Avantime |

### G9U (2.5L)
El GxU tiene una cilindrada de 2463 cm³, con un diámetro de 89 mm (3,50 pulgadas) y una carrera de 99 mm (3,90 pulgadas). Todos cuentan con una relación de compresión de 17.8:1, distribución DOHC 16 válvulas, alimentación vía inyección directa, common-rail, turbo, intercooler y catalizador.
| Potencia máxima                    | Par motor         | Normativa de anticontaminación | Usos                                           |
| ---------------------------------- | ----------------- | ------------------------------ | ---------------------------------------------- |
| 100 CV (74 kilovatios) @ 3500 rpm  | 260 Nm @ 1500 rpm | Euro 3, Euro 4                 | Renault Master II Opel Movano Nissan Interstar |
| 115 CV (85 kilovatios) @ 3500 rpm  | 290 Nm @ 1600 rpm | Euro 3                         | Renault Master II Opel Movano Nissan Interstar |
| 145 CV (107 kilovatios) @ 3500 rpm | 310 Nm @ 2100 rpm | Euro 3, Euro 4                 | Renault Master II Opel Movano Nissan Interstar |